# Великий Сфінкс
Сфінкс або Великий Сфінкс у Гізі (араб. أبو الهول‎ — Abū al-Haul, у перекладі українською — Батько Жаху) — найдавніша монументальна скульптура на Землі, що збереглася до нашого часу, розташована на західному березі річки Ніл у Гізі поблизу сучасного Каїра. Це висічена з монолітної вапнякової скелі скульптура, що зображає сфінкса, котрий має тіло лева з головою людини. Вважається, що його обличчя та атрибути царської влади відповідають фараону IV династії Стародавнього царства (бл. 2558–2532 рр до н. е.) — Хафрі, піраміда якого розташована позаду.

## Вигляд і розташування

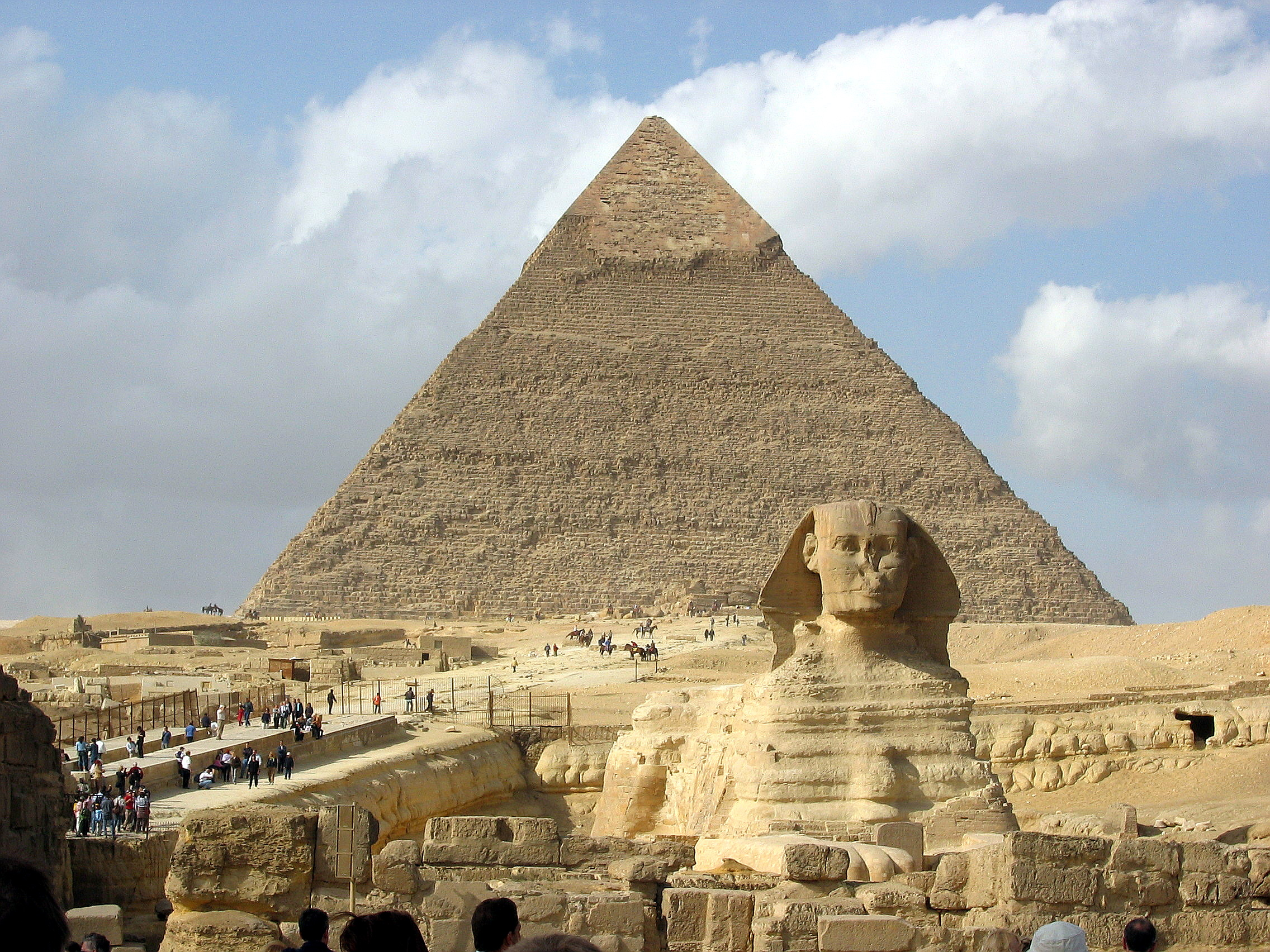
Сфінкс на тлі піраміди Хафри

Великий Сфінкс — найбільша зі скульптур сфінксів, які загалом були дуже поширені в Стародавньому Єгипті. Разом з пірамідами та храмами складає єдиний архітектурний комплекс на плато Гіза.
Скульптура висічена з монолітної вапнякової скелі, обличчя обернене від піраміди фараона Хафри. Прямо попереду скульптури розташовувався Храм Сфінкса, який однак не був завершений. Поруч міститься стародавній кар'єр, звідки добувався вапняк для будівництва пірамід. Висота Сфінкса складає 20,22 м, довжина 73,5 м, ширина 13,3 м. Лапи та низ тулуба обкладені кам'яними блоками. Впродовж історії скульпутру неодноразово частково засипало піском, а потім її розкопували. Між передніми лапами Сфінкса міститься гранітна «Стела сну», що описує одні з таких розкопок, здійснені за Тутмоса IV. Скульптура багато разів реконструювалася, її сучасний вигляд зумовлений реконструкцією, завершеною в 1998 році. На обличчі Сфінкса є сліди червоної фарби; це свідчить, що скульптура могла бути розмальована. Подібний монумент — Сфінкс у Мемфісі завдовжки 8 м, створений у 1700—1400 роках до н. е. з алебастру.
Обличчя Сфінкса поєднує риси негроїдної та європеоїдної рас у нехарактерних пропорціях. Це слугує ґрунтом для суперечок щодо вигляду самого Хафри, його расової належності чи наявності в нього хвороб. Голову оточує частково збережений немес, смугаста хустка, яку носили фараони. Можливо, на голові містилася корона, виготовлена окремо від скульптури, і яка не збереглася. На наявність корони вказує отвір на голові, куди могла вставлятися її основа. Також Сфінкс мав кам'яну заплетену бороду, що відвалилася в давнину, проте знайдено її фрагменти.

## Назви
Давньоєгипетська назва Великого Сфінкса залишається невідомою. Слово «сфінкс» (дав.-гр. Σφίγξ) — грецьке і означає буквально «задуха», в чому криється відсилання до міфу про Едіпа, за яким сфінкс задавав мандрівникам загадки і якщо не отримував правильної відповіді, то душив невдаху. Існує думка про те, що слово «сфінкс» походить від давньоєгипетського «шесеп анх» — «живий образ», однак, вона не має достатнього обґрунтування.
Середньовічні араби іменували Великого Сфінкса «Той, хто жахливий» (араб. أبو الهول, буквально «Батько жаху»). Ця назва пов'язується з тим, що за середньовіччя скульптура стала асоціюватися з язичницьким синкретичним божеством Хурун-Хармахісом, яке виникло від змішання сирійсько-палестинського Хуруна з давньоєгипетським Гором.

## Історія

### Час створення
Твердження про будівництво Сфінкса за фараона Хафри походить від єгиптолога Генрі Солта, який зробив факсиміле пошкодженої стели, встановленої перед статуєю пізнішим Тутмосом IV. Останній рядок на стелі містив склад «Хаф». Томас Юнг заснував на цьому матеріалі свій переклад, припускаючи, що напис містив ім'я фараона. В 1905 році Джеймс Генрі Брестед дійшов висновку, що переклад Юнга був хибним, оскільки навколо складу «Хаф» не було картуша. При цьому дослідники, що перемальовували написи зі стели пізніше, помилково додавали картуш. У 1900 році французький єгиптолог Гастон Масперо припустив, що Сфінкс уже стояв за часів брата Хафри та його попередників. У 1904 Ернст Альфред Волліс Бадж також повідомляв, що на його думку Сфінкс був давнім уже за Хафри.
Сучасний єгиптолог Райнер Штадельман дотримується думки, що за своїми художніми особливостями статую слід віднести до будівельної діяльності Хеопса. В 2004 французький вчений Васіл Добрев виступив з припущенням, що статуя зображує Хеопса, але спорудив її його син Джедефра (а наступним після Джедефри правив Хафра).
Починаючи з 1950-х рр. в популярній літературі датування Сфінкса періодом Стародавнього царства стала ставитися під сумнів. Стверджувалося, що скульптура Сфінкса має сліди ерозії, спричиненої тривалим перебуванням каменя в воді. Востаннє відповідний рівень опадів спостерігався в Єгипті на рубежі IV і III тисячоліть, що, на думку прихильників цієї теорії, вказує на створення статуї в додинастичний період або навіть раніше. У науковій літературі особливості ерозії скульптури пояснюються хімічною ерозією, низькою якістю вапняку або тим, що вологий клімат у Єгипті тривав суттєво довше. В паранауці популярне твердження, нібито Сфінкс збудований невідомою зниклою цивілізацією. За припущення Грема Хенкока про кореляції трьох пірамід із зірками в сузір'ї Оріона, Сфінкс міг би бути збудований за 12 тис. років до н. е.
Більшість сучасних дослідників погоджується, що Сфінкса збудовано близько 2550 р. до н. е. за наказом фараона Хафри. Фарух Ель-Баз у 2001 році запропонував вирішення таємниці побудови Сфінкса: на плато стояла скеля, що вже мала від природи форму, схожу на лева з головою людини, а єгиптяни тільки обробили її, додавши чіткіших деталей.

### За Нового Царства та античності
Сфінкса було занедбано за Старого Царства і близько 1100 років він був засипаний піском. Тутмос IV розпорядився розкопати скульптуру, обкласти її нижню частину кам'яними блоками та заповнити поглиблення від ерозії — імовірно блоками каміння, взятими з дороги, прокладеної Хафрою. За XXVI династії, ще через 800 років, реставрувався хвіст і немес Сфінкса. За римського панування (між 30 роком до н. е. та 200 н. е.) Сфінкса було знову розчищено від піску, територію навколо вимощено, та додано блоки, що підтримували лапи й боки.
За античності вперше Сфінкса згадує Пліній Старший, вже за римського панування над Єгиптом, тоді як ні Геродот, ні Діодор, хоча писали про піраміди, Сфінкса не описували. За імператора Феодосія в IV ст. відвідування Сфінкса було заборонено як язичницький обряд, і скульптуру почало засипати піском. Значною мірою це посприяло збереженню скульптури в той час як навколишні храми Гізи розбиралися для будівництв нових споруд у Каїрі.

### Від середньовіччя до Нового часу

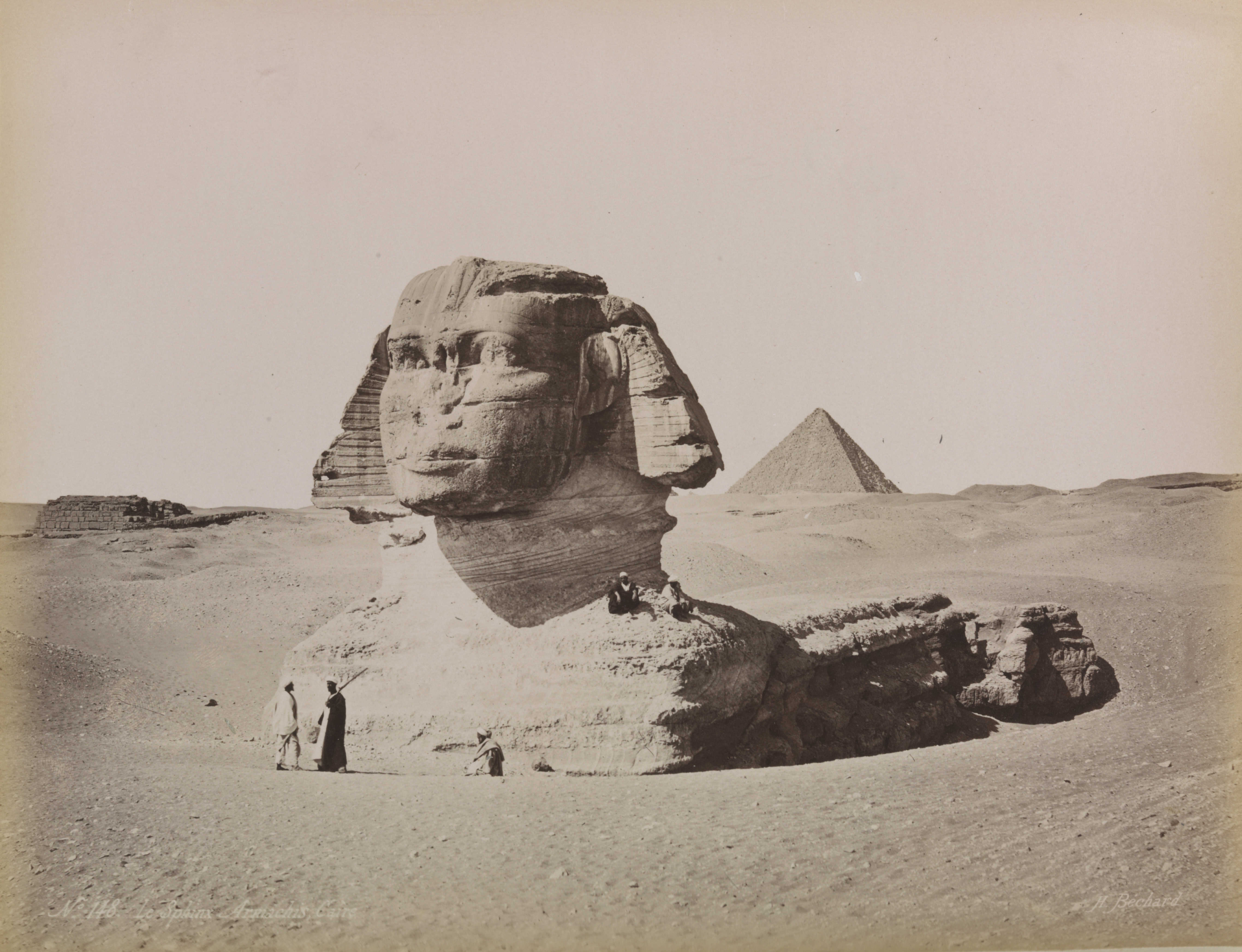
Великий Сфінкс близько 1880 року, частково під піском

Середньовічні арабські історики й мандрівники неодноразово згадували Сфінкса, але як голову. Про неї писали зокрема Макризі, Муваффак ад‑Дін ібн Юсуф аль‑Багдаді, Муртада ібн аль-Афіф. З XI століття про Сфінкса також згадували юдейські та християнські пілігрими, що подорожували в Святу Землю, такі як Веніамін Тудельський. Згідно з арабськими хроніками, в 1378 році в Сфінкса було відбито ніс, як у язичницького ідола. Про Сфінкса писали в XVI–XVII століттях Просперо Альпіні, П'єр Белон, Жан де Тевено, Йоганн Ванслеб, Пол Лукас, а у XVIII — Фредерік Нурден і Карстен Нібур.
Італійський археолог Джованні Кавілья в 1816–1817 роках намагався розкопати тіло Сфінкса. Хоча спроба в цілому не увінчалася успіхом через обсипання піску, в ході розкопок було знайдено фрагменти бороди Сфінкса та немеса. Також Кавілья знайшов між лапами Сфінкса стелу та сходи, що вели до скульптури, споруджені римлянами.
У 1838 році британський єгиптолог Говард Вайз намагався пробурити тунель попереду Сфінкса, щоб з'ясувати чи є в скульптурі порожнини. Пробуривши 27 футів свердлами, він не досягнув жодної порожнини. Свердла застрягли в камені, Вайз намагався зрушити їх вибухівкою, але марно. В 1840-і й 1880-і Сфінкса вкотре розчищали від піску, але скульптуру знову засипало.
Тільки після розкопок 1920–1930-х років Сфінкс більше не бував засипаний піском.

### Реставрація та збереження
У 1926 році частина немеса обвалилася через ерозію вапняку. Крім того ерозія до того часу суттєво пошкодила шию. Французька влада того ж року почала розчищення Сфінкса від піску, в ході чого відбулася знахідка римської кам'яної кладки. Голову скульптури укріпили цементом і вапняковими блоками, було відновлено нижнє облицювання скульптури. Керував реставрацією французький єгиптолог Еміль Барайз. Невеликі реставраційні роботи відбувалися в 1955, 1977 та 1979 роках.
Впродовж XX століття Сфінкс пошкодився сильніше, ніж за попередні віки, значною мірою через забруднення повітря, вібрації з сусідніх кар'єрів, прокладання труб і кабелів для світлових шоу, стічні води та невдалі методи реставрацій та консервації скульптури. На додаток Сфінкс продовжив зазнавати впливу атмосферних опадів, ґрунтових вод і кристалізації солей та гіпсу, що руйнували вапняк зсередини. Зокрема, цемент, використаний в 1926 році, відкладав кристали гіпсу. В жовтні з північної задньої лапи відвалилися тонкі шматки вапняку. З 1981 по 1987 роки низ Сфінкса було заново облицьовано вапняковими блоками, цементний розчин між якими посилив руйнування пам'ятки. Для сповільнення відкладення гіпсу камінь у той же час оброблявся полівінілацетатом і гідроксидом барію. Це не дало очікуваного результату і в лютому 1987 року від правого боку скульптури відвалився великий шматок. Пізніше головними недоліками реставрацій вказувалися відсутність генерального плану та використання невідповідних хімікатів. Також, на північ від Сфінкса було «відновлено» стіну, існування якої в давнину не підтверджувалося археологічними знахідками. Вилучені в ході реставрації камені не описувалися й не зберігалися, як належало б. Робітники крім того відсікли кігті Сфінкса, що були частиною скульптури ще з часів Стародавнього Єгипту. В лютому 1988 ще один шматок відвалився від північного плеча. Це руйнування здобуло розголос у ЗМІ, що перенесло проблему збереження Сфінкса в сферу політики.
З 1989 по 1998 тривала ретельніша реставрація. Було використано фото Сфінкса від 1841 року, щоб вручну вирізьбити 12 478 шматків вапняку, якомога ближчого за складом до матеріалу Сфінкса. Цими шматками було замінено фрагменти, додані в 1980-і роки. В 1990 році на стегні Сфінкса встановлено мініатюрну метеостанцію, що відстежує зміни температури, вітру, вологості та забруднення повітря. На конференції 1992 року, скликаній для пошуків методів збереження скульптури, пропонувалося укріпити її хімікатами, залізним стрижнем, накрити куполом, відновити бороду, що підтримувала б голову.
У 2007 році з'ясувалося, що Сфінкс продовжує руйнуватися через підняття ґрунтових вод, спричинене стічними водами з Каїру. В 2009 році було завершено точні вимірювання скульптури, що дозволило створити її детальну тривимірну модель для майбутніх реставраторів. Біля Сфінкса встановили насоси, які відкачують ґрунтові води.

## Руйнування

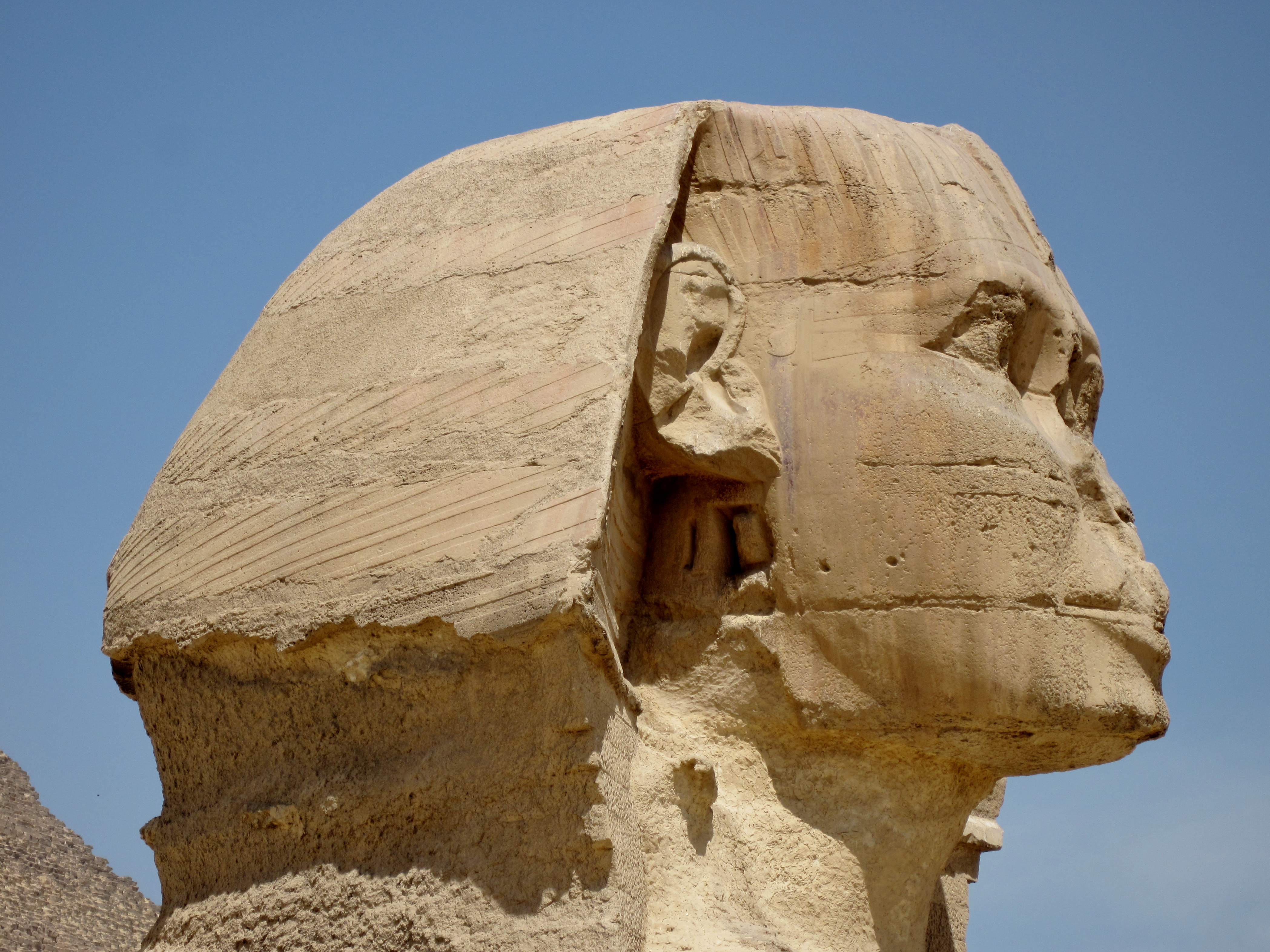
Обличчя Сфінкса зі слідами ерозії та без корони, носа й бороди

### Відсутні частини
У статуї відсутній ніс завширшки біля основи 1 м. Поширена легенда, що цю деталь статуї збили гарматним ядром під час наполеонівської битви з турками біля пірамід 1798 року; в інших версіях легенди місце Наполеона займають мамелюки. На хибність цієї думки вказують малюнки данського мандрівника Фредеріка Нурдена, який бачив безносого Сфінкса вже у 1737 р.
Хоча відсутність носа можна пояснити природною ерозією каменю, вірогідним видається пояснення середньовічного каїрського історика аль-Макризі. Він писав, що у 1378 році суфійський фанатик Саїм аль-Дар, заставши фелахів, що приносили дари Сфінксу в надії збільшити свій урожай, розгнівався і відбив у Сфінкса ніс, як у язичницького ідола.
Сфінкс дійшов до наших днів не тільки без носа, але й без накладної церемоніальною бороди у формі куба або завитих кісок, фрагменти якої можна побачити в Британському та Каїрському музеї. Ці фрагменти було передано музею ще в 1818 році, проте майже століття вони лишалися недослідженими. Питання про їх повернення в Єгипет лишається невирішеним ще з 1983 року, хоча формально угода була укладена. Час появи у Сфінкса бороди викликає суперечки. Одні автори відносять її монтаж до Нового царства за правління Тутмоса IV. На думку інших, борода Сфінкса була природною частиною скелі, бо технічна складність висотних робіт з монтажу бороди перевершувала можливості будівельників того часу.
Також, Сфінкс міг увінчуватися короною, виготовленою окремо від решти скульптури з каменю, дерева чи металу. На її наявність у давнину свідчить отвір зверху голови, куди могла вставлятися основа корони.
Порівняно невеликі розміри голови спонукали американського письменника Роберта Темпла припустити, що у статуї спочатку була морда лева чи шакала, і таким чином Сфінкс зображав бога Анубіса. Потім цю ідею розвивав американський геолог Роберт Шох.

### Природна ерозія

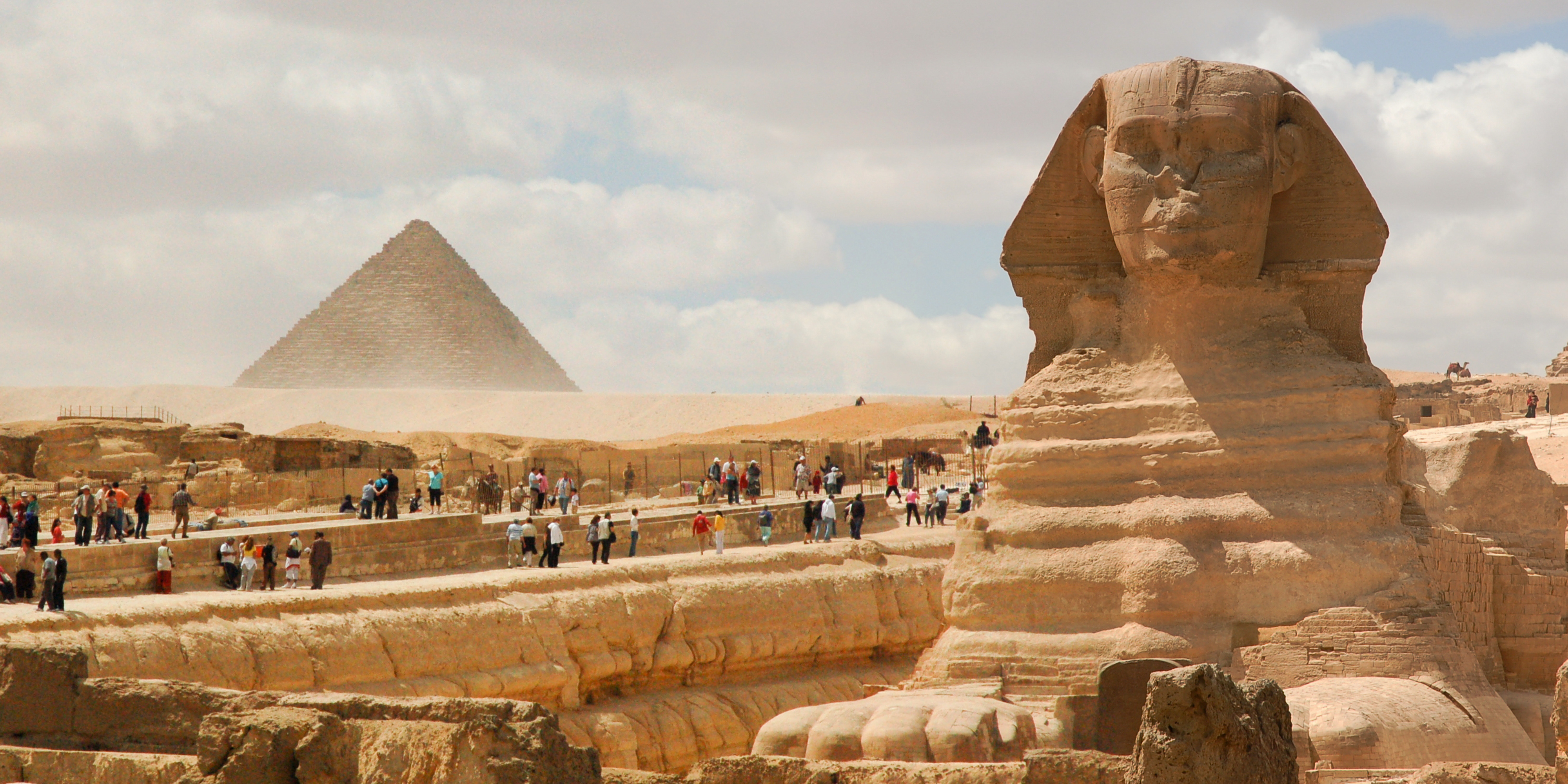
Ерозія на Сфінксі та навколишніх скелях

На тілі статуї видно глибокі горизонтальні борозни, розташовані по всій її висоті. В 1990-і роки набула популярності думка, що ці борозни утворені не вітровою ерозією, а водною. Утвердженню цієї думки посприяли дослідження геолога Роберта Шоха та археолога й екскурсовода Джона Ентоні Веста.
Джон Вест, враховуючи ступінь ерозії Сфінкса та час, коли на плато був вологіший клімат, визначив час створення Сфінкса між 7000 і 5000 роками до н. е.,коли в цій місцевості йшли рясні дощі. Група археологів, очолювана Робертом Шохом, погодилася з його висновками. В той же час думка про водну ерозію скульптури не отримала переконливого обґрунтування. Пізніше Вест посунув дату створення Сфінкса до 10500 року до н. е., спираючись на ідею французького містика Рене Шваллера де Любіча про те, що зміні клімату передувала велика цивілізація, котра і створила Сфінкса. З початку 2000-х років популярніша думка про те, що вапняк руйнувало відкладення солі, що вбиралася піском, який оточував Сфінкса. Геолог Август Маттузен зауважував, що вапнякова скеля, з якої вирізьблено Сфінкса, шарувата і різні шари мають різну щільність, відповідно ерозія під дією тих самих чинників відбувалася на різних частинах скульптури неоднаково.
Данський геолог Йорн Крістіансен писав, що коректніше говорити не про ерозію скульптури, а самої скелі, позаяк її частина не була оброблена. Таким чином, на Сфінксі є сліди ерозії, що відбувалася в часи, коли це була просто скеля. Німецькі кліматологи Рудольф Купер та Стефан Крепелін вважають, що клімат Єгипту змінився на посушливіший порівняно нещодавно, в період 3500–1500 років до н. е. Американський єгиптолог Марк Леннер погоджується, що клімат був вологим ще за Старого Царства, отже Сфінкс іще міг зазнати водної ерозії.

## Великий Сфінкс у культурі

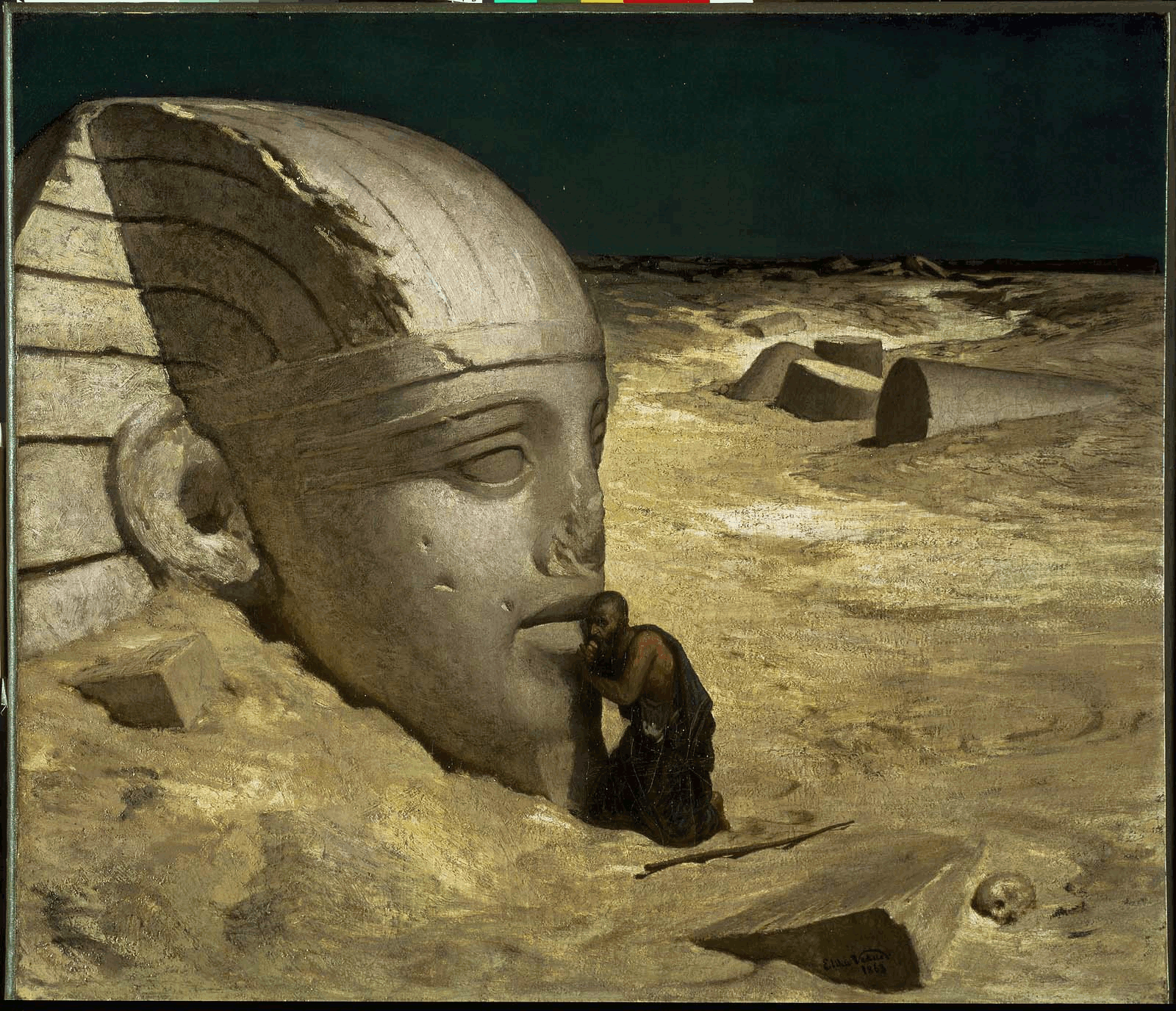
«Той, хто питає у Сфінкса», Еліу Веддер, 1836 р.

Згідно з легендою, Тутмос IV одного разу під час полювання зупинився відпочити в тіні засипаного піском Сфінкса, де й заснув. Уві сні Сфінкс з'явився йому та пообіцяв, що якщо той розчистить його від піску, то Сфінкс зробить його фараоном обох земель Єгипту: Верхнього та Нижнього. Ця легенда закарбована на гранітній стелі, встановленій Тутмосом IV між лапами Сфінкса, за що стела отримала назву «Стела сну». Продовження легенди, однак, погано збереглося і його неможливо прочитати.
Середньовічні арабські легенди стверджували, що Сфінкс міг обернути долю людини, котра погляне на нього: багатий стане бідним, а хто втратив яку-небудь здатність, після цього віднайде її. В місцевих віруваннях вважалося, що околиці Сфінкса населяють злі духи та гулі.
В європейській культурі сфінкс загалом слугує символом таємниці. З одного боку це зумовлено загадкою сфінкса з міфу про Едіпа, з іншого — таємницею походження єгипетського монумента. Художник Еліу Веддер популяризував Великого Сфінкса як уособлення вічної таємниці законів природи, перед якими людина безсила, картиною «Той, хто питає у Сфінкса» (1836). Сфінкс здобув також популярність у декадентів як символ таємниці. На картині «Чорний ідол» (1900–1903) Франтішека Купки фантастично перебільшена скульптура Сфінкса височіє над пустелею як могутнє, проте недосяжне для людини божество. Великому Сфінксу присвятила вірш «Сфінкс» (1900) Леся Українка.
Оповідання Говарда Лавкрафта «Похований з фараонами» (1924) описує, що в давнину Великий Сфінкс нібито зображав чудовисько, котре трапилося зустріти в підземеллях під пірамідами Гаррі Гудіні.
Містик, окультист Гарлі Спенсер Льюїс вважав, що під Сфінксом містяться приховані кімнати. Едгар Кейсі в 1930-і популяризував думку, начебто під Сфінксом сховано кімнату з записами Атлантиди. Вона суттєво вплинула на рух нью-ейдж завдяки таким особам як Грем Хенкок і Роберт Бавал. Археологічні дослідження, проте, не виявили під скульптурою жодних кімнат. У відеогрі Assassin's Creed Origins (2017) можна відвідати таку кімнату, де сховані записи зниклої цивілізації.
В Китаї, у містах Ланьчжоу та Чучжоу, встановлено зменшені монументальні копії Великого сфінкса.

## Галерея

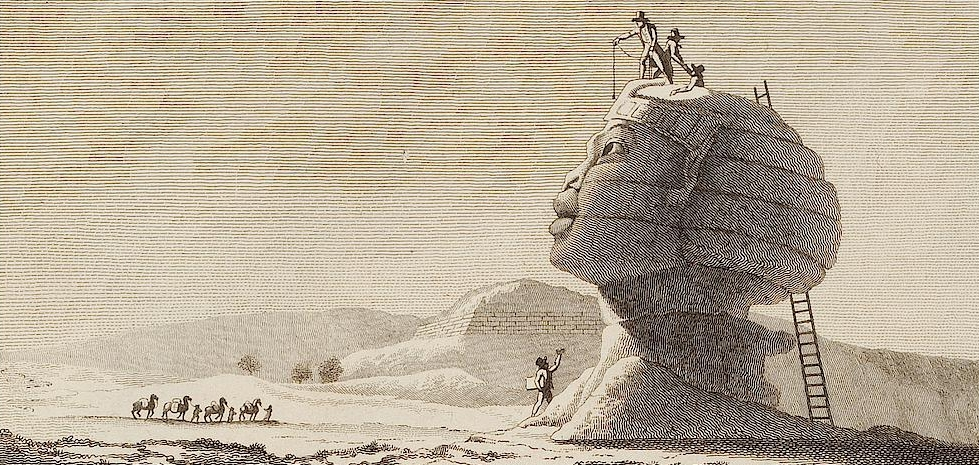
Сфінкс на гравюрі 1802 року
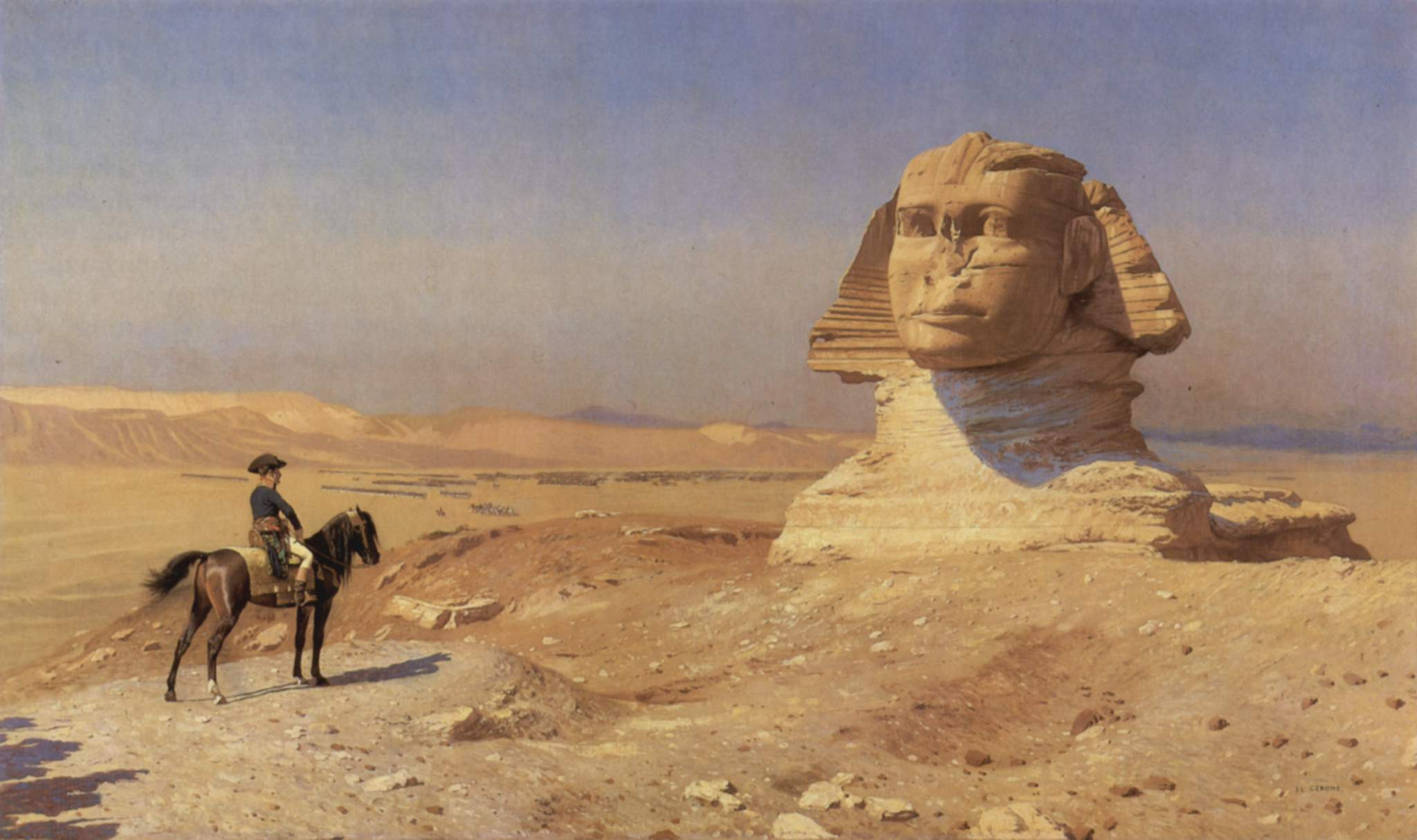
Наполеон перед Сфінксом на картині Жана-Леона Жерома, 1867–1868 роки
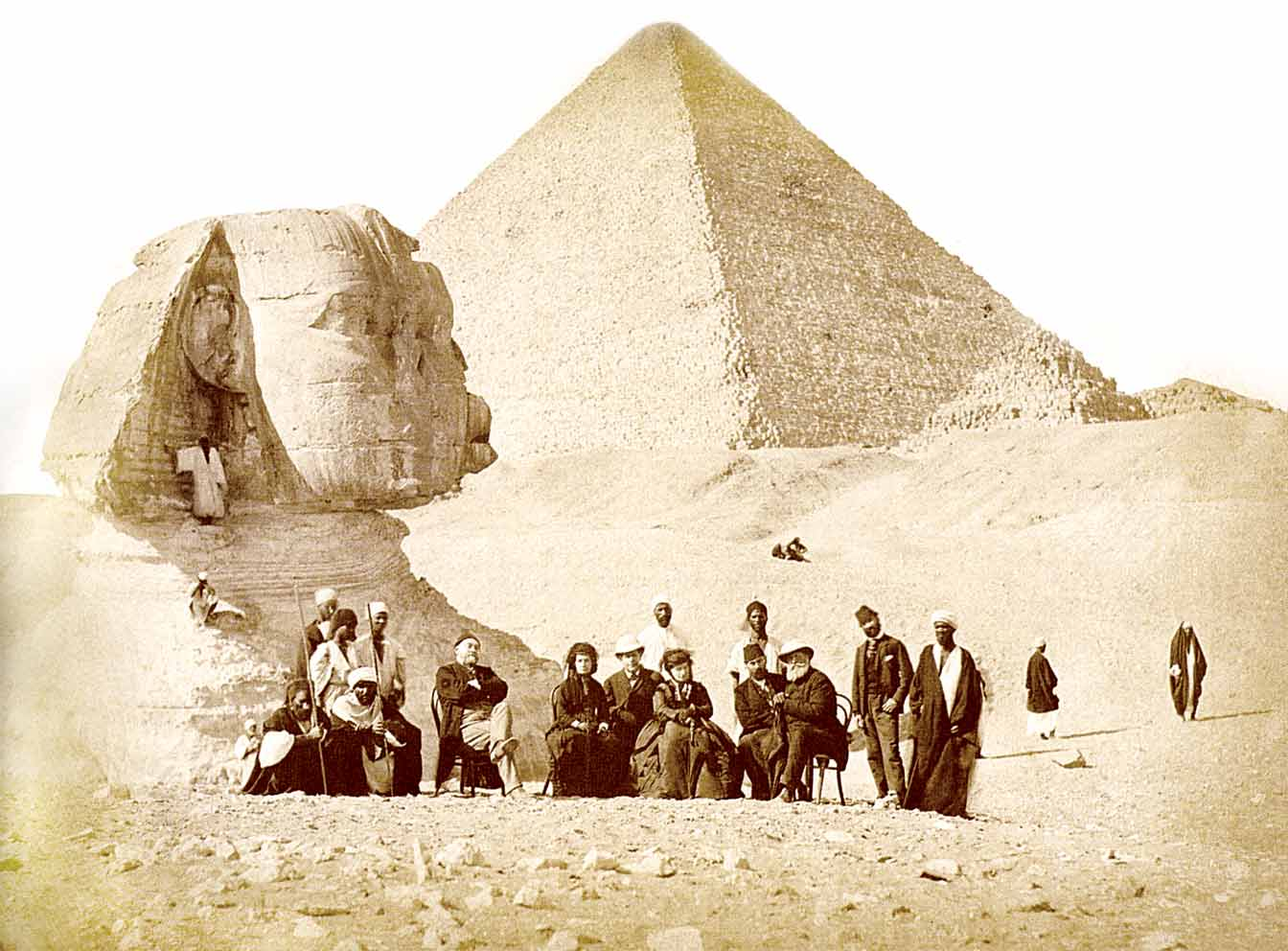
Огюст Маріетт і Педру II перед Сфінксом, 1871 рік
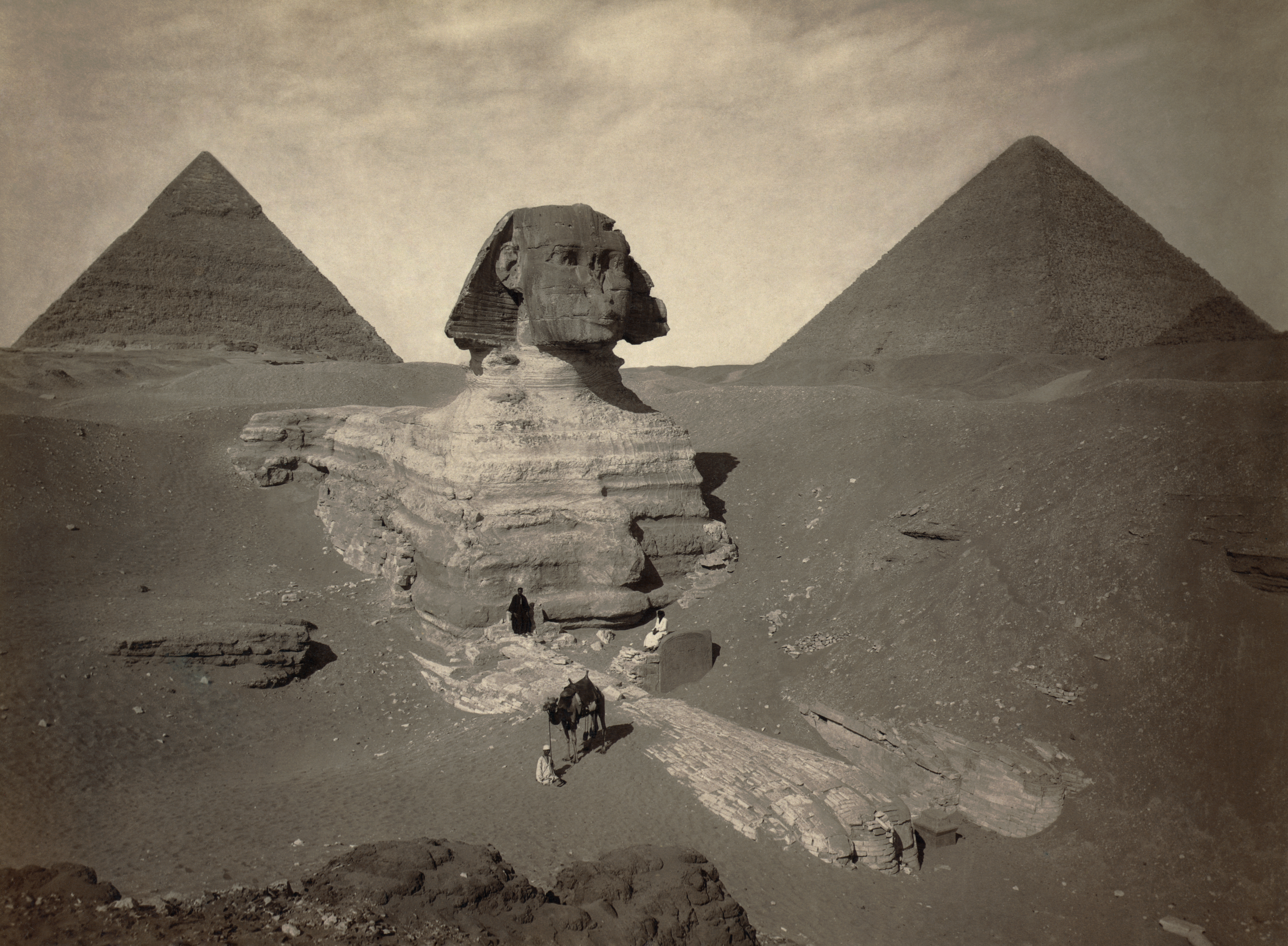
Частково розкопаний Великий Сфінкс, 1878 рік
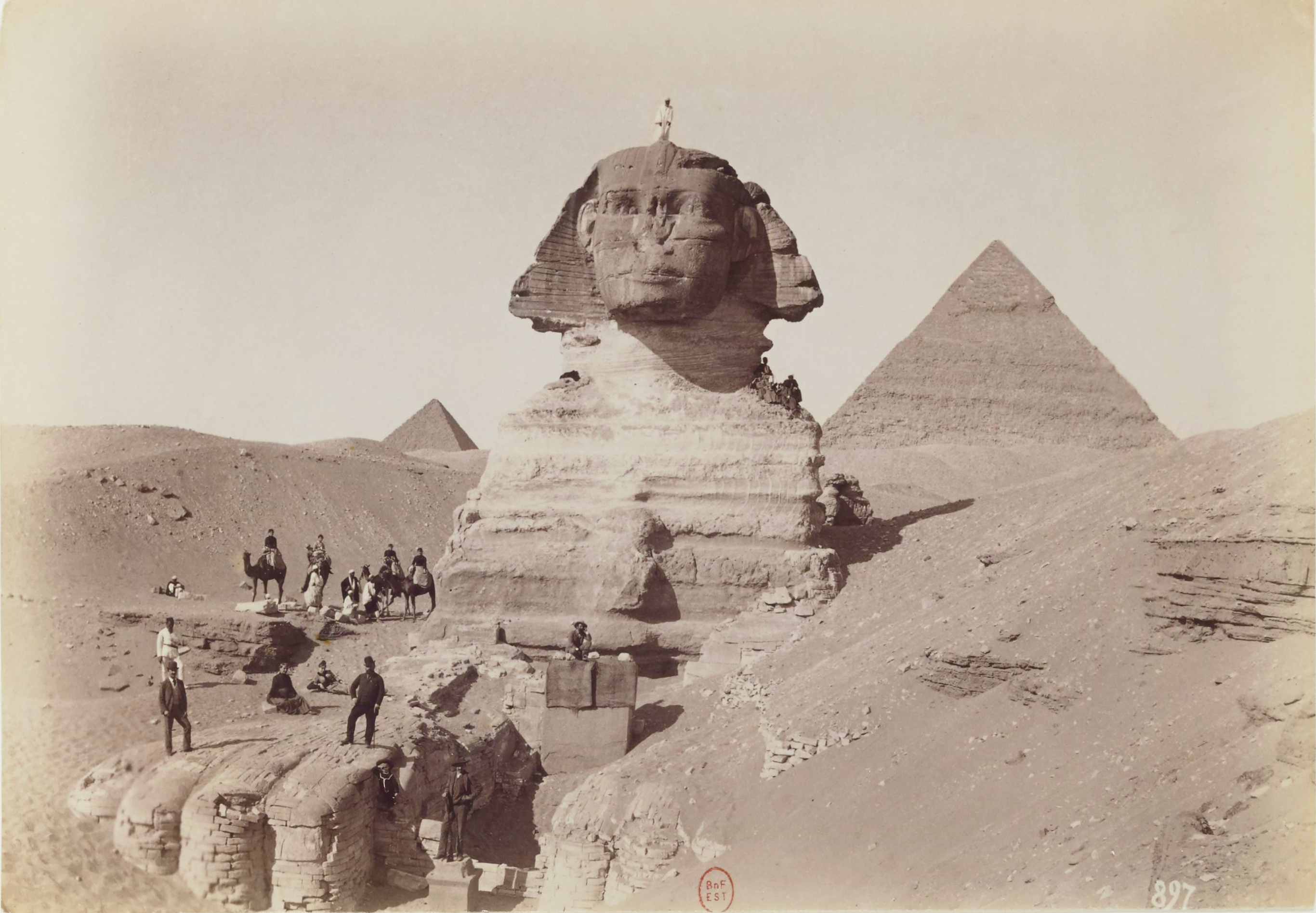
Розкопки Сфінкса 1880 року
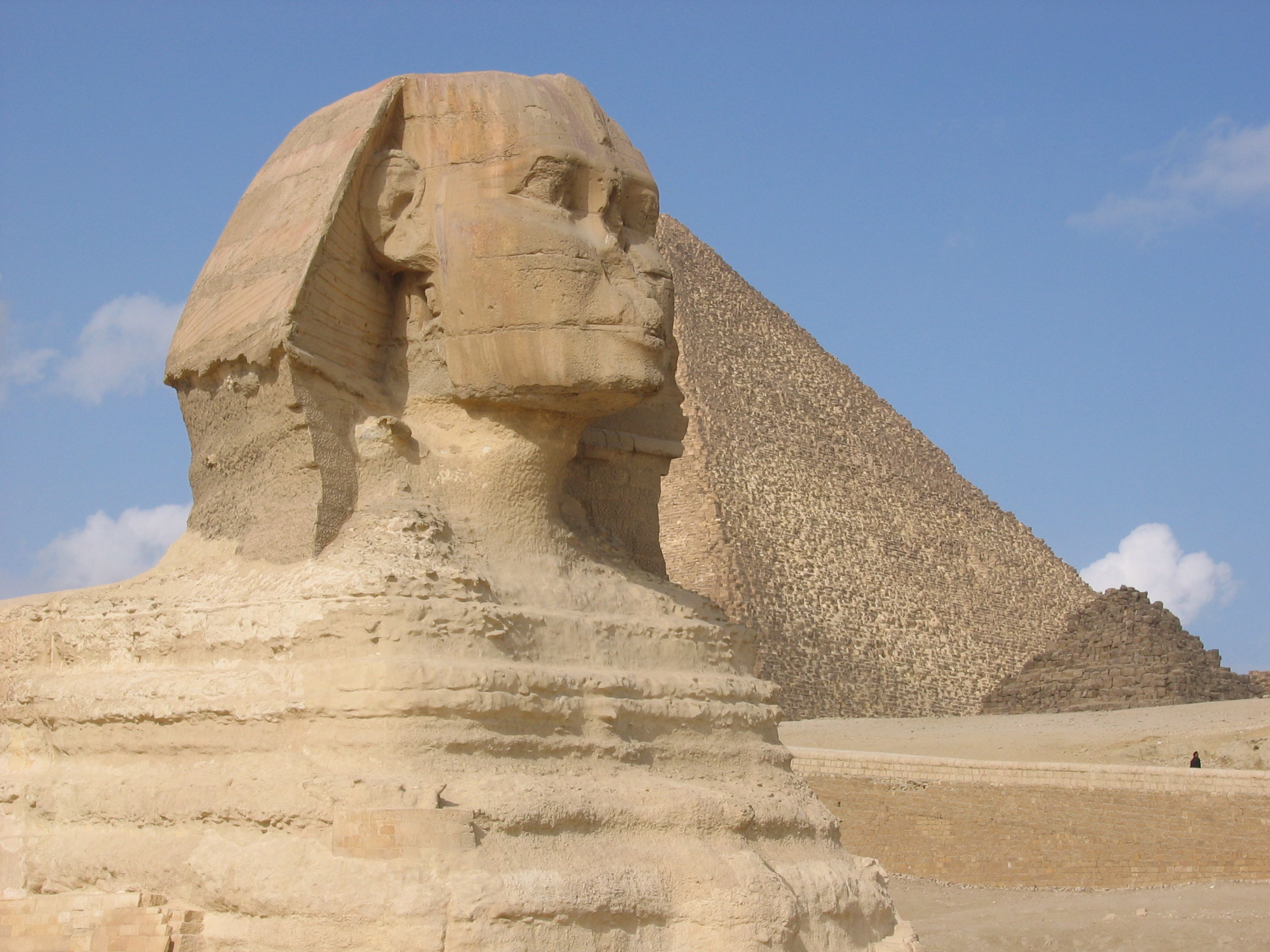
Сучасний вигляд Великого Сфінкса
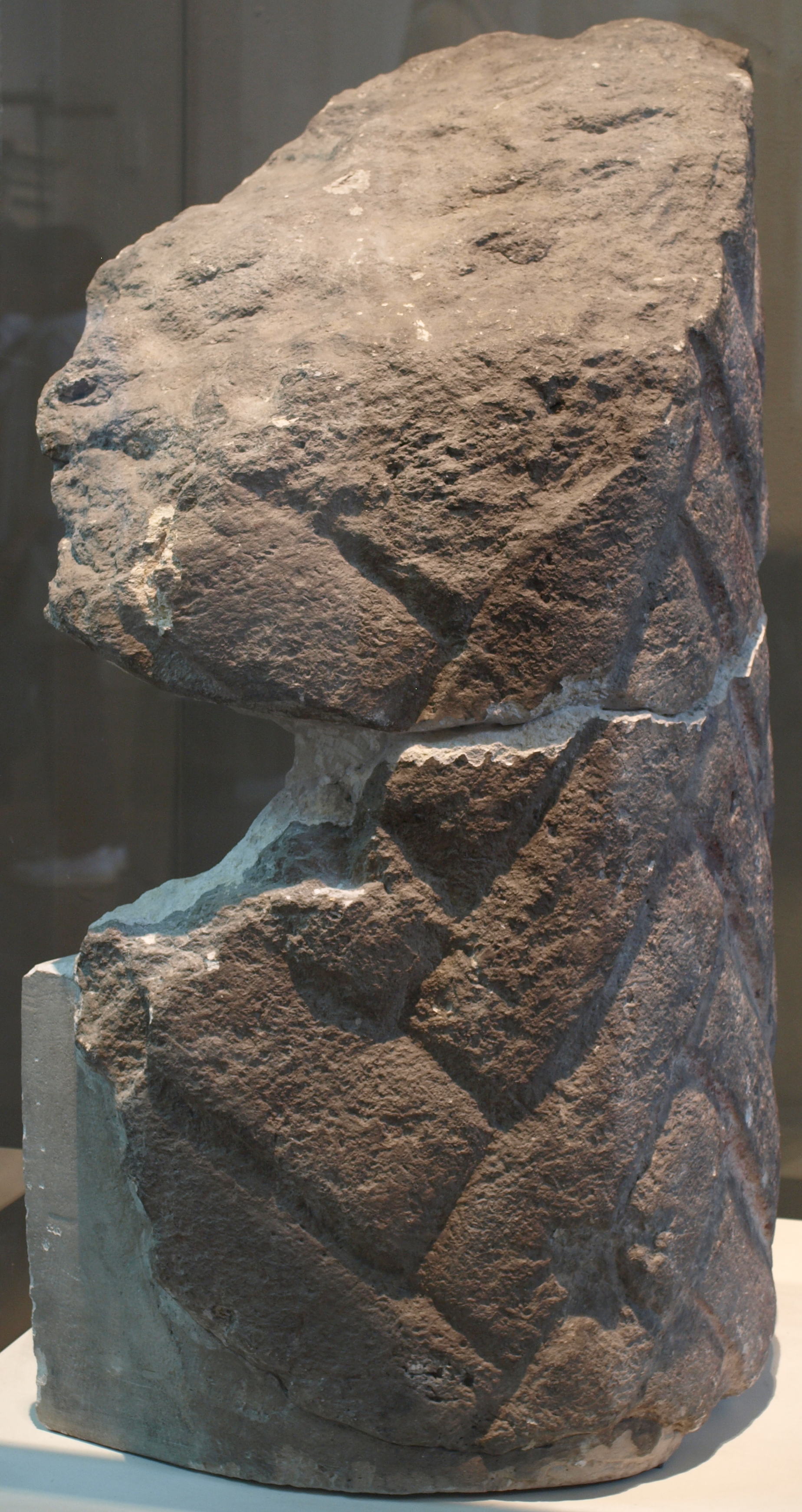
Фрагмент бороди Сфінкса
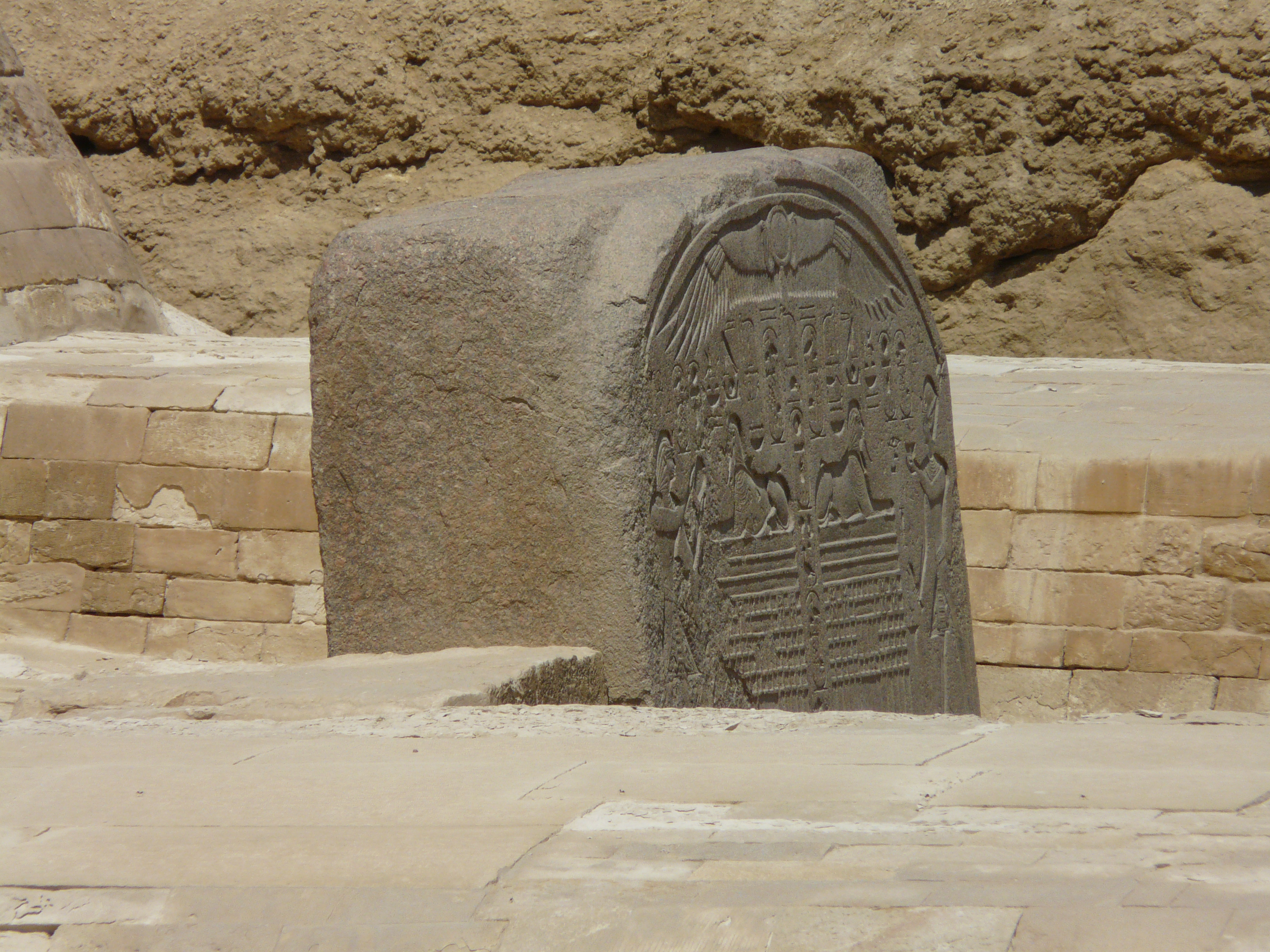
Стела сну
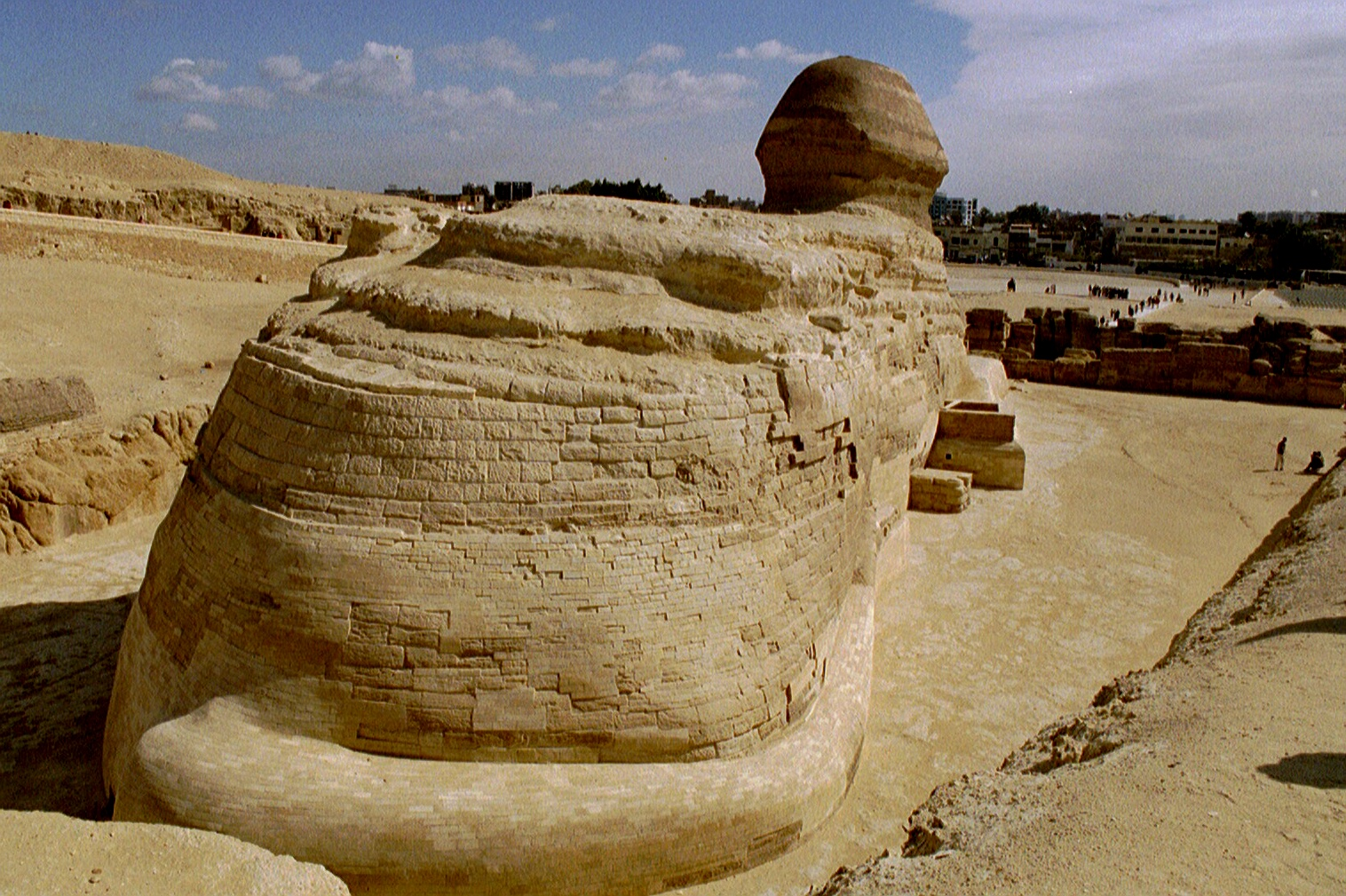
Хвіст Сфінкса
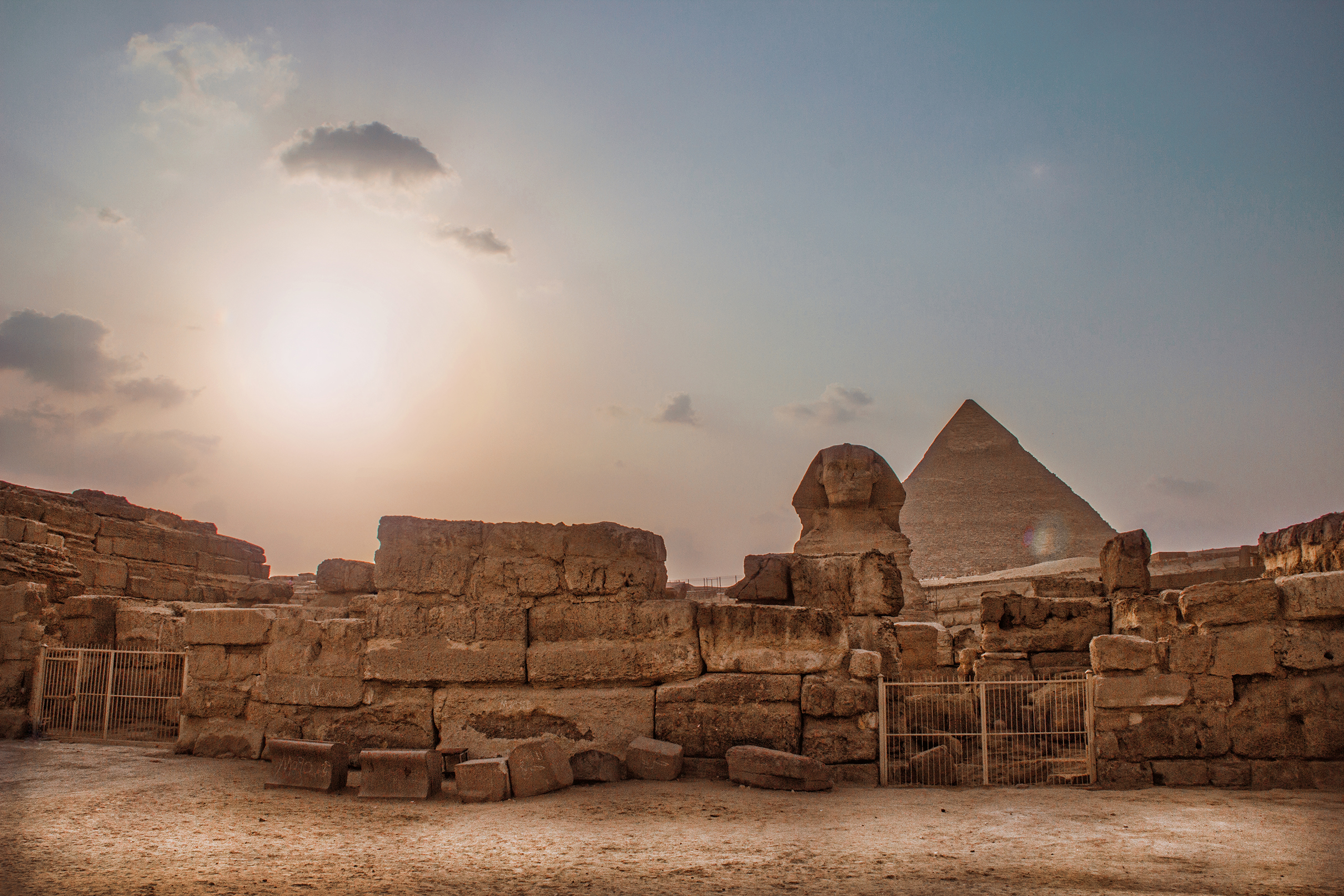
Залишки храму Сфінкса перед скульптурою